# Bodil Kornbek
Bodil Holmgren Kornbek (født 10. august 1961) er en dansk socialdemokratisk politiker. Hun  sad i Folketinget fra 2001 til 2005 for Kristendemokraterne (KD) og var  2005-2008 partiformand efter Marianne Karlsmose. Bodil Kornbek kunne ikke sikre Kristendemokraterne succes ved folketingsvalget i 2007 og blev i 2008 ikke genvalgt som KD-formand. Kort efter meldte hun sig ind i Socialdemokraterne. Den 1. januar 2010 blev hun medlem af kommunalbestyrelsen i Lyngby-Taarbæk Kommune. Hun blev genvalgt til kommunalbestyrelsen i 2017.

## Biografi
Bodil Kornbek er født i København og blev læreruddannet på Jonstrup Seminarium 1982-87. Hun var lærer på Kongevejens Skole i Lyngby-Taarbæk Kommune til 1997 og blev viceskoleleder på Københavns Kristne Friskole og senere konstitueret skoleleder her. Skolen er skole for Pinsebevægelse, som Bodil Kornbek var praktiserende indenfor. Da hun blev indvalgt i Folketinget ved valget i 2001, tog hun orlov fra skolen.
I 1998 meldte hun sig ind i Kristeligt Folkeparti, og i februar-november 2001 var hun formand for partiet i Københavns Amt. 1999-2001 var hun partiets folketingskandidat i Rødovrekredsen, senere i Lyngbykredsen, og hun blev indvalgt for Københavns Amtskreds fra 20. november 2001. 
I Folketinget blev Kornbek partiets ordfører for uddannelse, integration, ligestilling, kultur og energi. Partiet nåede ikke over spærregrænsen ved valget i 2005.
Fra 2008 er Bodil Kornbek folketingskandidat for socialdemokraterne i Grevekredsen.
Fra 2010 blev hun medlem af kommunalbestyrelsen i Lyngby-Taarbæk. Hun blev genvalgt til Lyngby-Taarbæk kommunalbestyrelse i 2013 og i 2017.

## Resultater ved tidligere folketingsvalg
Bodil Kornbek har ved de seneste folketingsvalg opnået følgende personlige stemmetal:
| Stemmer på Bodil Kornbek |         |
| folketingsvalg           | stemmer |
| 2001                     | 672     |
| 2005                     | 912     |
| 2007                     | 768     |
| 2011                     | 2291    |